# Гарячка лісу Барма
Гарячка лісу Барма (англ. Barmah Forest fever) — ендемічне вірусне інфекційне захворювання. Австралія — єдина країна, де виявлено цю хворобу. У Квінсленді щороку повідомляється про 400 випадків цієї хвороби.

## Етіологія
Збудником є РНК-вмісний вірус роду Alphavirus. Вперше виділений у Національному парку Барма в північній Вікторії в 1974 році. Перший спалах хвороби серед людей відбувся у 1992 році. Вірус належить до групи з 6 артритогенних (які спричинюють ураження суглобів) альфавірусів, куди входять ще збудники гарячки Росс Рівер, чікунгуньї, гарячки Сіндбіс, о'ньйонг'ньйонг та гарячки Маяро.

## Епідеміологічні особливості
Основним джерелом є сумчасті тварини, особливо опосуми, кенгуру, валлабі, коні. Передача вірусу може відбуватися людині лише трансмісивно через укуси заражених комарів. Хоча наразі хвороба ендемічна лише в материковій частині Австралії, потенціал поширення вірусу можливий на сусідню Тасманію, Нову Зеландію та Папуа-Нову Гвінею виходячи з присутності як ймовірних хазяїв, так і переносників. Здійснюють передачу збудника кілька видів комарів, зокрема Aedes vigilax та Culex annulirostris. Найбільше випадків захворювання реєструється в лютому та квітні з чіткою сезонною тенденцією (літо-осінь для Південної півкулі). Безпосередній контакт із зараженою людиною або твариною не спричинює зараження.

## Патогенез
Альфавіруси поширюються через кров до печінки, селезінки, м'язів та лімфатичних вузлів, які є первинним місцем реплікації після укусу зараженого комара. Переважним механізмом проявів є вивільнення прозапальних медіаторів переважно ІЛ-6, ІЛ-1, хемокінового ліганду 2 (CCL2) і моноцитарного хеміотактичного білку-1 (MCP-1).

## Клінічні прояви
Інкубаційний період триває 3-11 днів. Головними проявами є запалення та біль у суглобах і має подібні прояви до гарячки Росс Рівер, але зазвичай прояви тривають менший час. Прояви можуть включати гарячку, головний біль, втому, артралгії, набряк суглобів — уражаються колінні, зап'ясткові, гомілковостопні, міжфалангові суглоби, міалгії та плямисто-папульозні висипання на шкірі. Деякі люди, особливо діти, можуть перенести хворобу безсимптомно.
Початкова гарячка та дискомфорт тривають лише кілька днів, але деякі люди можуть відчувати біль у суглобах, втому та міальгії до шести місяців. Більшість людей можуть повернутися до роботи протягом декількох днів після захворювання, хоча артралгії та міальгії можуть спричинити деякі довгострокові обмеження в деяких заняттях.

## Діагностика
Швидкість осідання еритроцитів, С-реактивний білок зазвичай у нормі або їх рівень є незначно підвищеним, кількість лейкоцитів крові зазвичай є нормальним. Рідкісні суглобові випоти переважно містять моноцити.

## Лікування
Специфічного противірусного лікування не розроблено. Проводиться патогенетичну терапію, направлену на зменшення запалення суглобів і м'язів, покращення рухів тощо.

## Профілактика
Специфічної профілактики не розроблено. Вживаються запобіжні заходи проти укусу комарів:
- використання репеллентів від комах та світлого захисного одягу;
- уникання перебування назовні під час значного навантаження повітря комарами, зокрема, ранніми вечорами в теплі місяці;
- встановлення захисних протимоскітних сіток на вікнах у житлових будинках;
- регулярна перевірка свого житла на предмет потенційних місць розплодження комарів, наприклад, будь-які незакриті ємності з водою, невеликі басейни та старі шини слід регулярно спорожнювати від зайвої води.

Програми ліквідації комарів є найефективнішим способом контролю за поширенням хвороби.